# Els Ampe

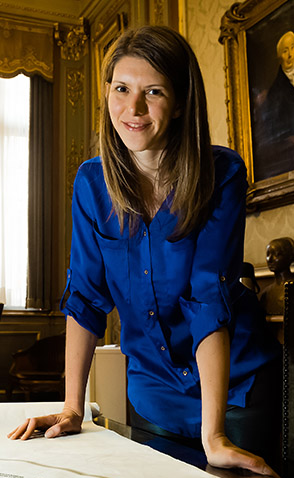
Els Ampe

Els Ampe (* 18. Januar 1979 in Ostende, Provinz Westflandern) ist eine belgische Politikerin der Offenen Flämischen Liberalen und Demokraten OpenVLD (Open Vlaamse Liberalen en Democraten), die seit 2019 Mitglied des Senats ist.

## Leben
Els Ampe begann nach dem Besuch des Koninklijk Atheneum 1 Centrum Oostende und des Koninklijk Atheneum 1 Brugge Centrum ein Studium im Fach Bauingenieurwesen an der Vrije Universiteit Brussel (VUB), welches sie 2002 als Bauingenieurin abschloss. Ein Studium im Fach Integriertes Managementsystem an der Université libre de Bruxelles (ULB) schloss sie ebenfalls 2002 mit einem Master ab und war im Anschluss zwischen 2002 und 2006 als unabhängige Immobilienexpertin tätig. Bei der Wahl am 13. Juni 2004 wurde sie als Kandidatin der Offenen Flämischen Liberalen und Demokraten OpenVLD (Open Vlaamse Liberalen en Democraten) erstmals zum Mitglied des Parlaments der Region Brüssel-Hauptstadt gewählt und gehörte diesem nach ihren Wiederwahlen am 12. Juni 2009 und 25. Mai 2014 bis zum 25. Mai 2019 an. Während dieser Zeit war sie zwischen dem 14. Juli 2009 und dem 25. Mai 2019 auch Vorsitzende der OpenVLD-Fraktion im Parlament der Region Brüssel-Hauptstadt. Zugleich ist sie seit dem 1. Dezember 2006 Mitglied des Stadtrates von Brüssel und fungierte zwischen dem 3. Dezember 2012 und dem 2. Dezember 2018 als „Schöffin“ (Beigeordnete) für Mobilität der Stadtverwaltung Brüssel. Für ihre Verdienste wurde sie am 26. Mai 2014 Ritter des Leopoldsordens.
Bei der Flämischen Parlamentswahl am 26. Mai 2019 wurde sie für die OpenVLD zum Mitglied des Flämischen Parlaments (Vlaams Parlement) gewählt und vertritt hier den Wahlkreis Brussel-Hoofdstad. Sie ist dort seit dem 9. Oktober 2019 Vorsitzende des Ausschusses für Brüssel, die flämische Peripherie und Tierschutz sowie zugleich stellvertretendes Mitglied des Ausschusses für Kultur, Jugend, Sport und Medien, des Ausschusses für Mobilität und öffentliche Arbeiten und des Ausschusses für Bildung.
Am 4. Juli 2019 wurde Els Ampe als Vertreterin des Flämischen Parlaments zugleich Mitglied des Senats, des Oberhauses des Föderalen Parlament. Im Senat ist sie seit dem 10. August 2019 Mitglied des Ausschusses für Querschnittsthemen und war zwischen dem 13. Oktober und dem 15. Dezember 2020 auch Mitglied des Beirates für Chancengleichheit zwischen Frauen und Männern. Am 8. Januar 2020 kündigte sie ihre Kandidatur für die Funktion der Vorsitzenden der OpenVLD an und stellte im Februar 2020 ein eigenes Manifest vor. Bei der Open VLD-Vorsitzendenwahl am 22. Mai 2020 belegte sie nach Egbert Lachaert (61,03 Prozent) und Bart Tommelein (29,74 Prozent) mit 7,31 Prozent der Stimmen den dritten Platz vor Stefaan Nuytten (1,92 Prozent).
Els Ampe, die Mutter von vier Kindern ist, veröffentlichte zudem 2017 ihren Debütroman Aylans geheim.